# Crkveni Toci
Crkveni Toci (Servisch cyrillisch Црквени Тоци) is een plaats in de Servische gemeente Prijepolje. De plaats telt 78 inwoners (2002).